# 방향족 카복실산
방향족 카복실산은 벤젠 핵에 카복시기(－COOH)가 결합한 화합물로서, 벤조산(안식향산)·프탈산·살리실산 등이 있다.
무수프탈산은 페놀프탈레인 염료의 제조나 플라스틱 등의 원료로서 대량으로 쓰인다. 이 무수프탈산은 부틸알코올·옥틸알코올 등과 에스테르화한 DBP나 DOP는 대표적인 가소제(可塑劑)로 염화비닐 같은 것에 소성(塑性)을 주고 있는 물질이다. 테레프탈산은 폴리에스테르계 합성섬유의 원료로서 특히 중요한 것이다. 살리실산은 나트륨 페녹사이드를 이산화탄소 가압하에서 반응시켜서 만든다. 살리실산과 아세트산(醋酸)과의 에스테르인 아세틸살리실산은 아스피린(해열제)으로 유명하며, 메틸알코올과의 에스테르인 살리실산메틸도 의약용으로 쓰인다.